# Los Narejos
Los Narejos es una localidad costera del municipio de Los Alcázares, en la Región de Murcia (España). Al sur linda con la capital municipal mediante un límite teórico denominado Carril de las Palmeras.

## Historia
El hallazgo en Los Narejos de un asentamiento romano datado en el siglo II a. C. revela que los orígenes históricos de la población se remontan a la Antigüedad. Con la dominación árabe, el territorio de Los Alcázares se convierte en lugar de descanso para los nuevos pobladores. Tras la Reconquista cristiana, las escaramuzas de piratas berberiscos, procedentes del norte de África, obligaron a los habitantes de la ribera marmenorense a construir torres vigía a lo largo del litoral. Pasado el peligro corsario, hacia el siglo XVIII, la zona se encuentra únicamente ocupada por familias dedicadas a la pesca y a la explotación de salinas.
Durante el siglo XIX comienza a gestarse el verdadero núcleo poblacional de Los Narejos, de la mano de familias murcianas adineradas, que eligieron esta zona como centro de descanso y construyeron casas solariegas. Paralelo a este flujo turístico se desarrolló un éxodo festivo de huertanos, que llegaban hasta la albufera para tomar los 'novenarios'. A partir de la segunda mitad del siglo XX, la pedanía asiste a su despegue definitivo, con la proliferación de urbanizaciones y su consolidación como reclamo turístico de primer nivel.

## Fiestas
Las Fiestas de Los Narejos giran alrededor de dos celebraciones básicas: las Fiestas Patronales de la Purísima y la Romería de la Virgen de Santa María de los Ángeles.
La Patronales de la Purísima se realizan desde la segunda mitad del siglo XX, concretamente alrededor de los años 60. Los festejos tienen lugar a principios de diciembre y cuentan con el apoyo y el concurso de toda la pedanía. Algunos de los actos más destacados son la misa y la procesión en honor a la Patrona que se llevan a cabo el día 8 de diciembre.
La Romería de la Virgen de Santa María de los Ángeles se celebra a principios del mes de agosto, fecha en la que debido al turismo de playa se eleva de forma considerable la población. La Romería discurre por las calles de la pedanía, concluyendo en la playa con un gran castillo de fuegos artificiales.

## Servicios
Además de los propios del municipio de Los Alcázares, dispone de los siguientes servicios:
- Centro Integral de Desarrollo Turístico (CIDETUR)
- Centro de Alto Rendimiento Infanta Cristina
- Centro Municipal 'Las Claras'
- Club Náutico Mar Menor

## Playas
- Playa de Los Narejos
- Playa de la Hita

## Transporte y comunicaciones

### Por carretera
Dispone de un acceso en la AP-7, y desde las vías N-332 y RM-F34.
Al encontrarse anexo al casco urbano de Los Alcázares, ambos núcleos de población se encuentran unidos por calles urbanas.

### Autobús

#### Urbano
Dispone de la línea 1, una ruta operada por la empresa Travelpym que une el casco urbano de Los Alcázares con los diferentes barrios del municipio.

#### Interurbano
El servicio de viajeros por carretera del municipio se engloba dentro de la marca Movibus, el sistema de transporte público interurbano de la Región de Murcia (España), que incluye los servicios de autobús de titularidad autonómica.
| Línea | Recorrido                                                                              | Recorrido                                                                              | Recorrido                                                                              | Operador       |
| ----- | -------------------------------------------------------------------------------------- | -------------------------------------------------------------------------------------- | -------------------------------------------------------------------------------------- | -------------- |
| 46    | San Pedro del Pinatar - San Javier - Los Alcázares - Cabo de Palos                     | San Pedro del Pinatar - San Javier - Los Alcázares - Cabo de Palos                     | San Pedro del Pinatar - San Javier - Los Alcázares - Cabo de Palos                     | ALSA (TUCARSA) |
| 47    | Cartagena - Los Alcázares - San Javier - Santiago de la Ribera - San Pedro del Pinatar | Cartagena - Los Alcázares - San Javier - Santiago de la Ribera - San Pedro del Pinatar | Cartagena - Los Alcázares - San Javier - Santiago de la Ribera - San Pedro del Pinatar | ALSA (TUCARSA) |

Además, presta servicio la siguiente línea interurbana:
| Línea   | Recorrido                                            | Operador |
| ------- | ---------------------------------------------------- | -------- |
| MUR-055 | Murcia - Torre-Pacheco - Los Alcázares - Los Narejos | Interbus |

También presta servicio la siguiente línea de largo recorrido:
| Línea   | Recorrido                      | Operador |
| ------- | ------------------------------ | -------- |
| VAC-055 | Madrid - Alicante con hijuelas | ALSA     |